# Saint-Amant-Roche-Savine
 Saint-Amant-Roche-Savine  là một xã thuộc tỉnh Puy-de-Dôme trong vùng Auvergne-Rhône-Alpes miền trung nước Pháp. Xã này nằm ở khu vực có độ cao trung bình 865 mét trên mực nước biển.